# Chevrolet Tacuma
Chevrolet Tacuma ili Rezzo je jednovolumen proizveden od južnokorejskog automobilskog proizvođača GM Daewoo. Dizajniran je od strane talijanske dizajnerske tvrtke Pininfarina, te je temeljen na kompaktnom automobilu Daewoo Nubira J100.
Ulaskom američkog proizvođača automobila Chevrolet u Daewoo, neki automobili zadržavaju izvorno Daewoo ime, dok neki, ovisno o tržištu mijenjaju ime u Chevrolet. Tako je automobil na tržištu Hrvatske predstavljen kao Chevrolet Tacuma.
Daewoo Tacuma na tržištu Južne Afrike i Južne Amerike predstavljen je kao Chevrolet Viviant.

## Tehničke karakteristike
Tacuma dolazi s 1.6L i 2.0L benzinskim motorima te je dostupna s automatskim mjenjačem od 4 brzine te ručnim s 5 brzina. 
U Južnoj Koreji automobil, koji se tamo zove Rezzo, dolazi s 2.0L benzinskim te 2.0L plinskim motorom. Razlog tome su vrlo visoke cijene benzina u Južnoj Koreji, tako da je model s plinskim motorom više prodavaniji.
Standardni Daewoo Tacuma ima pet sjedećih mjesta, dok je u Južnoj Koreji predstavljen model sa sedam mjesta. Maksimalni prtljažni kapacitet kod Tacume iznosi 1425 litara.

## Daewoo Tacuma (Rezzo) u popularnoj kulturi
U jednoj epizodi britanske autoemisije "Top Gear", voditelj Jeremy Clarkson komentirao je da je Daewoo Tacuma kontradiktoran sa svojim nadimkom "ekstra kul" (eng. Xtra Cool) te je jedini način voziti taj automobil - onaj s kutijom na glavi.